# Nordwestuckermark

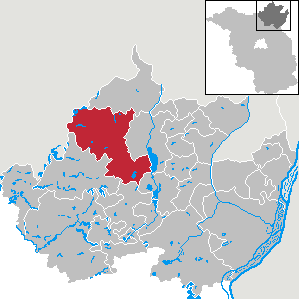
Situation de la commune du Nordwestuckemark

Nordwestuckermark (littéralement nord-ouest de la Marche de l'Ucker) est une commune d'Allemagne qui se situe dans l'arrondissement d'Uckermark (Brandebourg). La majorité de son territoire se trouve dans le parc naturel des lacs de la Marche de l'Ucker.

## Municipalité
La commune regroupe les villages de Ferdinandshorst, Fürstenwerder, Gollmitz, Holzendorf, Kraatz, Naugarten, Röpersdorf, Sternhagen, Schapow, Schönermark et Weggun, ainsi que les localités et petits villages d'Arendsee (connu par son château d'Arendsee), Augustfelde, Beenz, Charlottenhöh, Christianenhof, Damerow, Falkenhagen, Ferdinandshof, Fiebigershof, Fischerhof, Friedenshof, Gross Sperrenwalde, Hof Sternhagen, Hohenzollchow, Horst, Klein Sperrenwalde, Kröchlendorff (connu par son château de Kröchlendorff), Lindenhagen (nommé jusqu'en 1949 Hindenburg), Neu Zollchow, Parmen, Raakow, Rittgarten, Schmachtenhagen, Schulzenhof, Waldsiedlung, Warbende, Wilhelmshayn, Wilhelmshof, Zernikow et Zollchow.

## Démographie
- Évolution démographique dans les limites actuelles (2013) Ligne bleue: Population -- Ligne pointillé: Comparaison avec le développement de Brandebourg - Fond gris: Période du régime nazie -- Fond rouge: Période du régime communiste
- Évolution récente (ligne bleue) et prévisions sur l'effectif de résidents

| Année | Population |
| ----- | ---------- |
| 1875  | 8 210      |
| 1890  | 7 665      |
| 1910  | 7 704      |
| 1925  | 7 868      |
| 1933  | 7 122      |
| 1939  | 7 439      |
| 1946  | 11 450     |
| 1950  | 11 413     |
| 1964  | 8 481      |
| 1971  | 7 920      |

| Année | Population |
| ----- | ---------- |
| 1981  | 6 301      |
| 1985  | 5 964      |
| 1989  | 5 758      |
| 1990  | 5 659      |
| 1991  | 5 497      |
| 1992  | 5 371      |
| 1993  | 5 435      |
| 1994  | 5 457      |
| 1995  | 5 546      |
| 1996  | 5 544      |

| Année | Population |
| ----- | ---------- |
| 1997  | 5 603      |
| 1998  | 5 602      |
| 1999  | 5 568      |
| 2000  | 5 512      |
| 2001  | 5 429      |
| 2002  | 5 381      |
| 2003  | 5 335      |
| 2004  | 5 277      |
| 2005  | 5 164      |
| 2006  | 5 063      |

| Année | Population |
| ----- | ---------- |
| 2007  | 5 035      |
| 2008  | 4 922      |
| 2009  | 4 810      |
| 2010  | 4 762      |
| 2011  | 4 558      |
| 2012  | 4 496      |
| 2013  | 4 375      |
| 2014  | 4 310      |
| 2015  | 4 288      |
| 2016  | 4 272      |

| Année | Population |
| ----- | ---------- |
| 2017  | 4 248      |
| 2018  | 4 209      |
| 2019  | 4 194      |
| 2020  | 4 182      |

Les sources de données se trouvent en détail dans les Wikimedia Commons.

## Personnalités liées à la ville
- Hans Steffen (1865-1936), géographe né à Fürstenwerder.
- Dietloff von Arnim (1876-1945), homme politique mort à Augustfelde.